# Ismael Romero
Ismael Romero Fernández (Santa Clara, 23 giugno 1991) è un cestista cubano naturalizzato portoricano.

## Carriera

### Nazionale
Nel 2012 è stato convocato, con la nazionale cubana, per il campionato centramericano: dopo aver disputato la prima partita del girone, persa per 68-81 contro le Bahamas, ha abbandonato il ritiro della squadra (insieme a Juan Pablo Piñeiro, Enrique Ramos, Leonel Batista e Yudniel Pérez), chiedendo asilo politico a Porto Rico, dove si stava svolgendo la manifestazione.
Dopo aver ottenuto la cittadinanza portoricana nel 2021, nel 2022 ha partecipato ai campionati americani, venendo eliminato nei quarti di finale. Nel 2023 è stato convocato per i Mondiali.

## Palmarès
- Campionato portoricano: 2

Vaqueros de Bayamón: 2020, 2022
- Basketball Champions League Americas: 1

Quimsa: 2019-2020